# Leptostomias haplocaulus
Leptostomias haplocaulus es una especie de pez de la familia Stomiidae en el orden de los Stomiiformes.

## Morfología
• Los machos pueden llegar alcanzar los 37,6 cm de longitud total.

## Hábitat
Es un pez de mar y de aguas  tropicales.

## Distribución geográfica
Se encuentra en el  Atlántico oriental (desde las Islas Azores hasta Mauritania) y el Atlántico occidental (desde 30 ° N hasta 24 ° N y entre 70 ° W y 60 ° W).